# Sport en Andorre
La pratique du sport en Andorre est fortement influencée par le milieu naturel. Le pays a ainsi su tirer parti de son relief montagneux pour devenir un lieu incontournable de la pratique des sports d'hiver dans les Pyrénées. Les montagnes andorranes constituent un terrain de choix pour l'exercice de la randonnée, de l'escalade, du VTT ou encore du cyclisme sur route.
En dehors des activités de pleine nature, les sports populaires pratiqués à Andorre sont le football, le rugby et le basket-ball.
Andorre participe aux jeux olympiques depuis 1976 mais n'a toujours pas remporté la moindre médaille. Le pays est également représenté aux jeux des petits États d'Europe ainsi qu'aux jeux paralympiques.

## Disciplines sportives

### Sports d'hiver

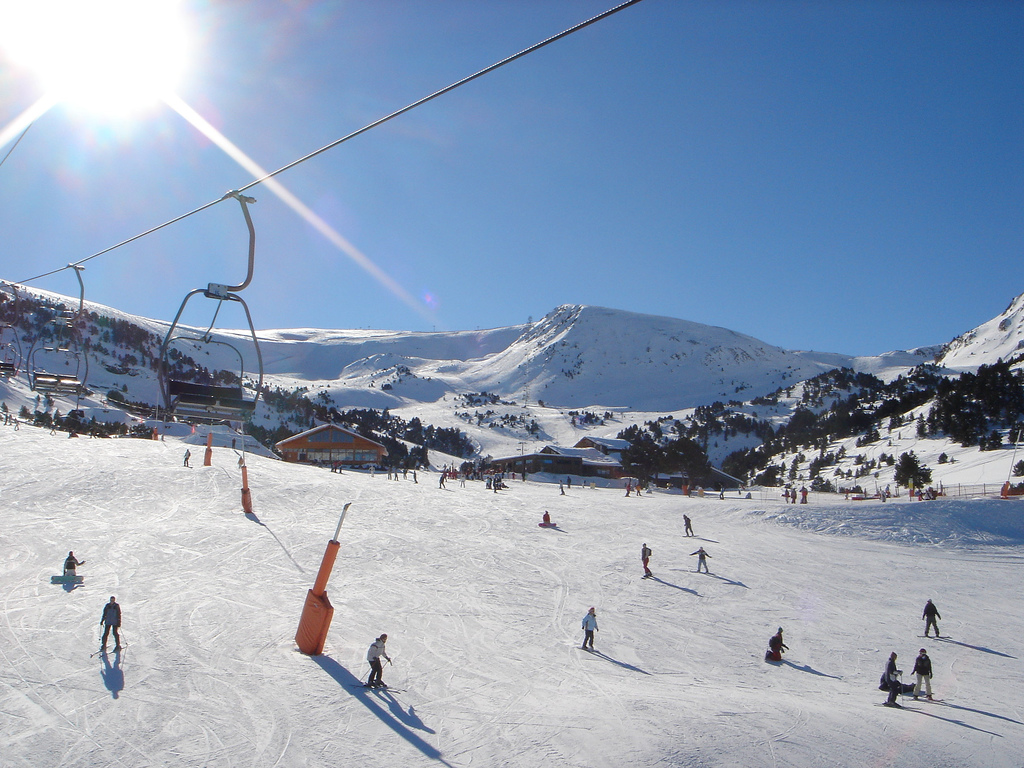
Pistes de ski de Grandvalira

À la fin du XXe siècle Andorre devient une destination de sport d'hivers populaire. La principauté compte en effet deux grands domaines de ski alpin, d'une part Grandvalira, la plus grande station de ski des Pyrénées et d'autre part Vallnord. Il existe également un domaine de ski nordique à La Rabassa.
Les stations andorranes sont principalement populaires auprès des touristes d'Espagne, de France et du Royaume-Uni, en particulier parce que leurs pentes relativement douces sont idéales pour les gens peu expérimentés et les familles. 

### Randonnée

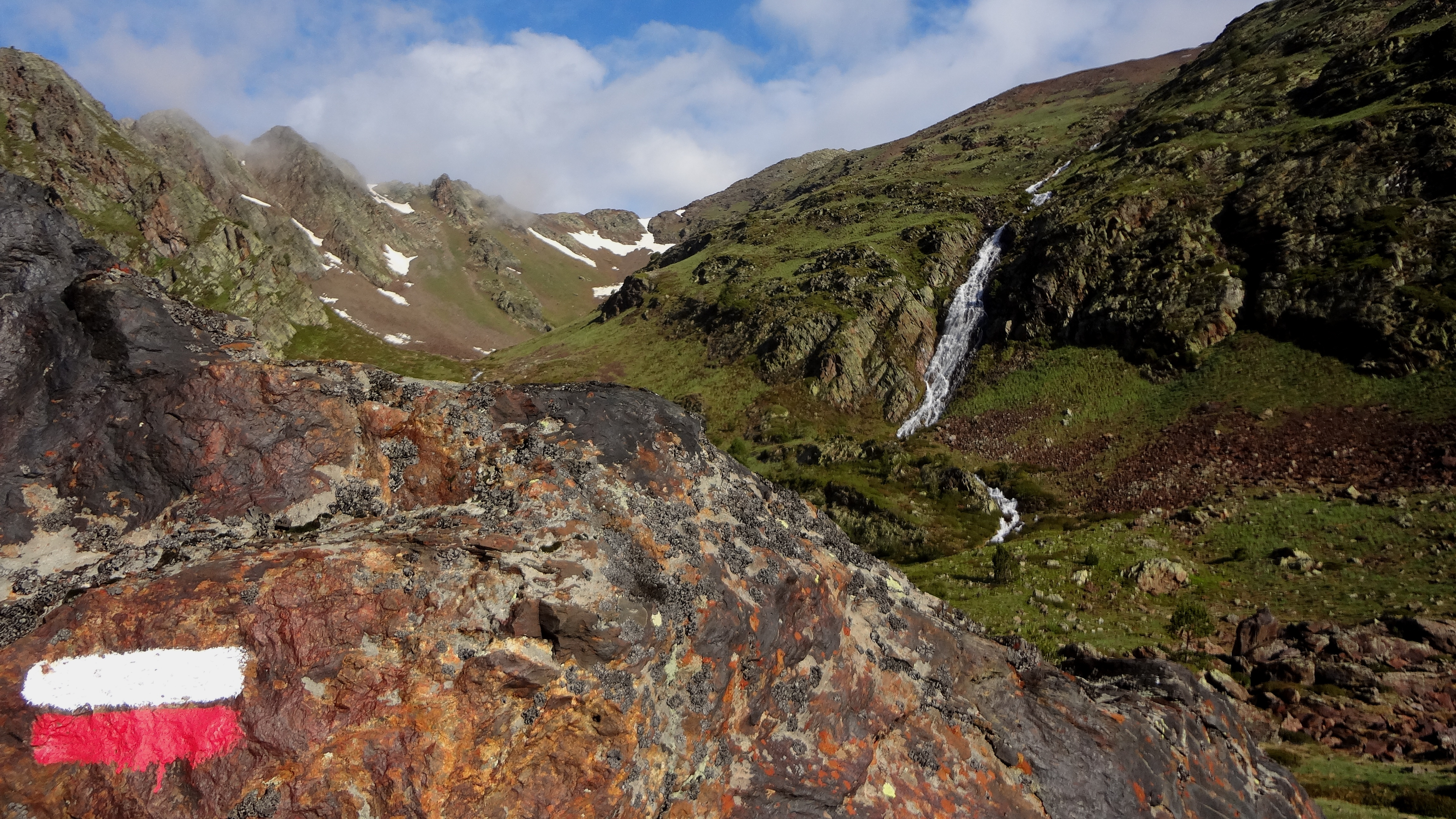
Le GR 11 à proximité du pic de Sanfonts

Les montagnes et forêts d'Andorre constituent un terrain de choix pour la pratique de la randonnée. Le pays comporte plusieurs centaines de kilomètres de sentiers. Les chemins sont jalonnés de panneaux d'information et de refuges de montagne destinés à faciliter la pratique de la randonnée. Les lacs et les sommets constituent les principaux lieux de randonnée. La pratique de l'écotourisme permet également aux randonneurs de profiter de la diversité de la faune et de la flore de l'Andorre. 

### Cyclisme sur route et VTT

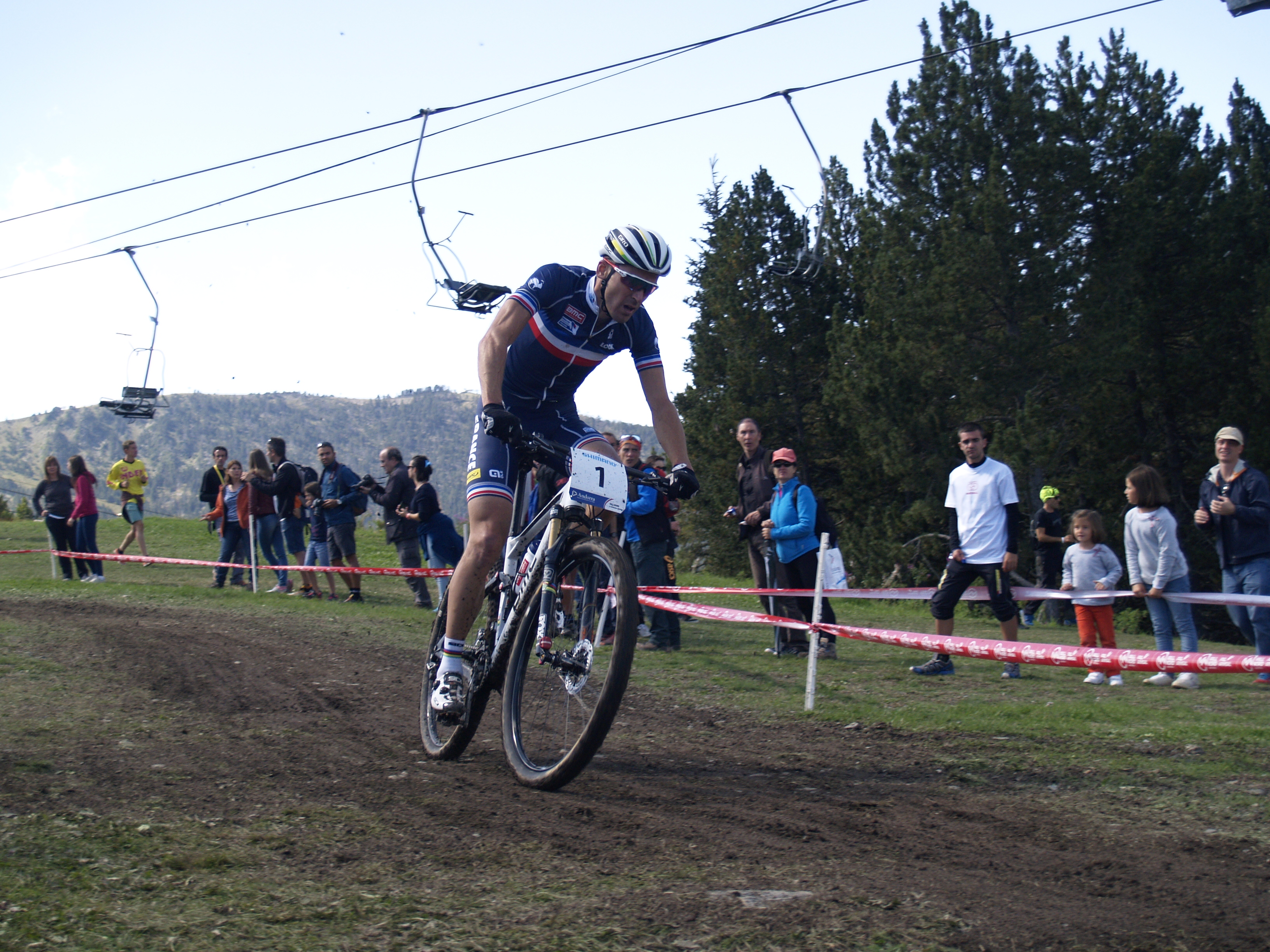
Julien Absalon aux championnats du monde de VTT et trial 2015

Grâce à ses nombreux cols de montagne, Andorre accueille régulièrement des étapes des grands tours cyclistes (tour de France et tour d'Espagne). La montée vers Arcalís a notamment connu plusieurs arrivées au sommet dans le cadre de ces épreuves.
Vallnord est devenu depuis quelques années un bike park important sur la scène mondiale du VTT. La station a accueilli à plusieurs reprises des manches de coupe du monde de descente et de cross country. Les Championnats du monde de VTT et de trial y ont par ailleurs été organisés en 2015.

### Football

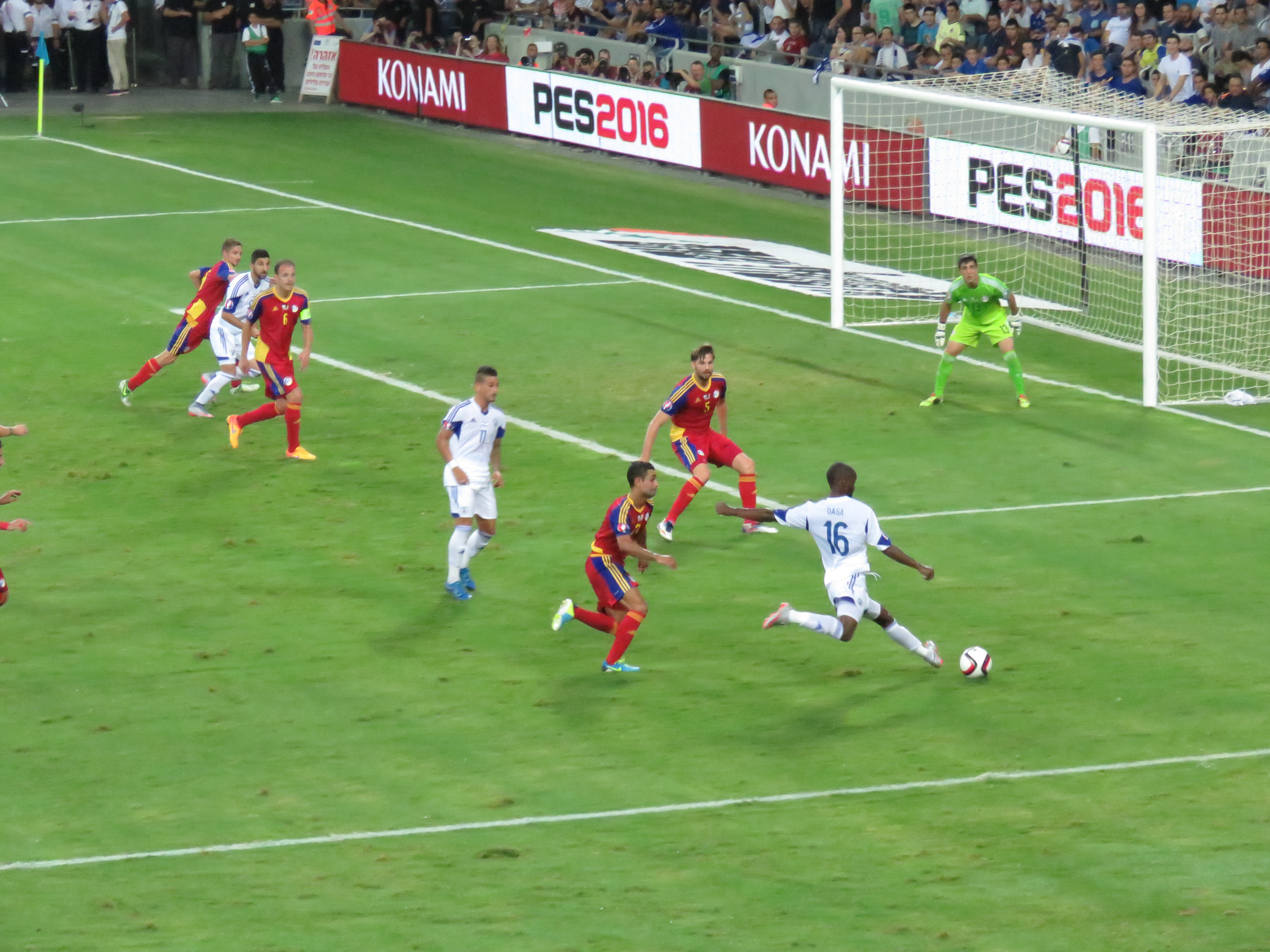
Match de l'équipe nationale contre Israël en 2015 (0–4).

Andorre compte plus de 3 000 licenciés en football, sous l'égide de la Fédération d'Andorre de football fondée en 1994. Cette dernière administre l'équipe nationale d'Andorre mais également le championnat d'Andorre de football (Primera Divisió).
L'équipe nationale d'Andorre a peu de succès sur la scène internationale en raison de la faible population du pays. Elle n'a ainsi remporté que quatre victoires depuis son affiliation à la FIFA en 1996 et n'a jamais participé à une compétition internationale. Elle dispute ses rencontres à domicile à l'Estadi Nacional d'Andorre-la-Vieille.
Le championnat d'Andorre de football est une compétition annuelle de football disputée entre clubs andorrans. Le Futbol Club Santa Coloma est le tenant du titre ainsi que le club le plus titré. Le champion est qualifié pour le premier tour préliminaire de la Ligue des champions.

### Rugby
Le rugby, depuis longtemps populaire dans le sud de la France, a été introduit dans le pays à la fin des années soixante. Andorre compte aujourd'hui 297 licenciés répartis en deux clubs dont le VPC Andorra XV qui évolue dans le championnat français.
La fédération andorrane de rugby à XV a été fondée en 1986 et est affiliée à l'International Rugby Board depuis 1991. L'équipe nationale (Els Isard n'a jamais participé à une phase finale de coupe du monde et occupait en novembre 2017 la 68e place du classement mondial de l'IRB.

### Basket-ball
Le basket-ball est géré en Andorre par la Fédération andorrane de basket-ball (Federació Andorrana de Basquetbol) créée en 1988 et affiliée à la FIBA ainsi qu'à la FIBA Europe.
L'équipe d'Andorre de basket-ball représente le pays dans les compétitions internationales, notamment aux jeux des petits États d'Europe.
Le Bàsquet Club Andorra est le seul club professionnel du pays. Il évolue en Liga ACB, le plus haut niveau du championnat espagnol.

### Hockey sur glace
Le hockey sur glace est géré en Andorre par la Fédération andorrane des sports de glace membre de la Fédération internationale de hockey sur glace depuis le 4 mai 1995.
Il n'y a aucune compétition nationale à Andorre et les deux seules équipes participent à des tournois loisirs avec des équipes issues de France et d'Espagne,.
Andorre possède une patinoire olympique (située à Canillo) et 52 joueurs licenciés.

### Autres sports
Parmi les autres sports pratiqués en Andorre on retrouve le volley-ball, le judo, le football australien, le handball, la natation, la gymnastique, le tennis et le sport automobile.
En roller hockey Andorre joue habituellement dans CERH Euro Cup et Championnat du monde A de rink hockey masculin. 
En 2012, l'Andorre a créé sa première équipe nationale de cricket et a joué un match à domicile contre les néerlandais du Fellowship of Fairly Odd Places Cricket Club.
Le pays accueille une compétition d'ultra-trail, la Ronda dels cims consistant en un parcours de 170 km au travers des montagnes andorranes.

## Andorre sur la scène internationale

### Jeux olympiques
Andorre est représentée au comité international olympique (CIO) par le comité olympique andorran, fondé en 1971 et reconnu par le CIO en 1975.
Andorre a participé pour la première fois aux Jeux olympiques en 1976. Le pays a depuis lors comparu à chacune des éditions des jeux d'hiver comme des jeux d'été, toutefois sans jamais remporter la moindre médaille.
Moins d'une dizaine d'athlètes andorrans sont présents lors de chaque édition. Aux jeux olympiques d'été les concurrents andorrans participent notamment aux épreuves de judo, cyclisme, tir, natation et athlétisme.

### Jeux des petits États d'Europe
Andorre participe aux Jeux des petits États d'Europe ayant été deux fois le pays hôte en 1991 et 2005. Le pays devrait également accueillir l'édition de 2021.
À l'issue de l'édition 2017, Andorre a remporté sur l'ensemble de ses participations 45 médailles d'or, 89 médailles d'argent et 118 médailles de bronze (252 médailles au total).